# Júlio de Mesquita Neto
Júlio César Ferreira de Mesquita Neto (São Paulo, 11 de dezembro de 1922 — São Paulo, 5 de junho de 1996) foi um jornalista brasileiro. Filho do também jornalista Júlio de Mesquita Filho, foi diretor responsável do jornal O Estado de S. Paulo.

## História
Formou-se na Faculdade de Direito do Largo São Francisco (USP) em 1946, mesmo ano em que ingressou na empresa de sua família "O Estado de S. Paulo".
Em 1964, em colusão com seu pai e seus irmãos, Julio apoia o movimento de insubordinação militar que culminaria com o Golpe de 64 que derrubou a República de 46 comandada por João Goulart e instaurou a ditadura militar no Brasil que duraria até 1985 – o jornal se afastaria dos generais a partir da implementação dos atos institucionais 2, 3, 4 e 5.
Em 1969, com a morte do pai logo após uma cirurgia gástrica, assumiu a direção do "Estado", período no qual o diário sofreu censura da ditadura militar. Junto ao irmão Ruy Mesquita, então diretor do Jornal da Tarde, resolveu publicar, no lugar das matérias vetadas pelos censores, trechos de Os Lusíadas, de Luís de Camões. Foi o único jornalista brasileiro até hoje a receber o Prêmio Pena de Ouro, concedido pela Federação Internacional dos Editores de Jornais (FIEJ) a quem se destaca na defesa da liberdade de imprensa, em reconhecimento à sua luta contra o regime militar. Na direção do Estadão, jamais aceitou a autocensura, o que fez com que o jornal fosse um dos poucos veículos de comunicação, na década de 70, a sofrer com censura prévia.
Em 1982, repetindo o gesto do pai, que em 1945 subira ao palanque na campanha de Luís Carlos Prestes, Mesquita Neto coloca-se ao lado do líder metalúrgico Luiz Inácio Lula da Silva, então candidato ao governo do estado de São Paulo.
Durante seu período à frente do jornal, o "Estado" além de sair de sua sede na rua Major Quedinho para o novo prédio na Marginal Tietê, modernizou-se e bateu recordes de circulação e faturamento.
Em entrevista que concedeu à revista ''Imprensa'', em 1988, revelou seu pensamento a respeito do jornal que dirigia: "Nossa luta principal é fazer com que o país da festa, o país irreal que é Brasília, que é o governo, tome consciência do que é o país real, da crise que o país real está vivendo. E mostrar ao governo que, apesar de estarmos iniciando uma democracia, o que o governo tem feito não representa a vontade da opinião pública nacional".
Sua atuação à frente de "O Estado de S. Paulo" lhe valeu inúmeras homenagens. Ele foi paraninfo de diversas turmas de diplomandos: de administração de empresas, engenheiros civis, de direito (Faculdade de Guarulhos). Foi agraciado com as insígnias da Legião de Honra. Outorgado pelo jornal "La Prensa", ele recebeu o prêmio Alberdi-Sarmiento e doou o total em dinheiro correspondente a esse prêmio à Biblioteca Pública de La Prensa (SIP), que também fora presidida por seu pai, Júlio de Mesquita Filho. No discurso com que encerrou sua gestão à frente da entidade fez saber: "Só acredito em liberdade num regime plenamente democrático, em que pode haver jornais fascistas, comunistas, de esquerda radical, liberais, conservadores e de direita".
Faleceu em 05 de junho 1996 em decorrência de câncer nos ossos, e o óbito aconteceu no Hospital Albert Einstein, no Morumbi, mesmo bairro em que seu corpo foi sepultado, no Cemitério da Paz, na zona oeste de São Paulo e com sua morte foi substituído no cargo por seu irmão, Ruy Mesquita.